# BusyBox
BusyBox je svobodný program pod licencí GNU GPLv2, určený pro UN*Xové systémy. Jedná se o příkazový procesor, který má v sobě vestavěné implementace mnoha standardních unixových příkazů, podobně jako GNU Core Utilities.
Cílem jeho návrhu bylo vytvořit všestranný malý program, který se v kombinaci s linuxovým jádrem bez potřeby dalších programů bude blížit použitelnosti běžného systému, ale vzhledem k malým nárokům bude dobře použitelný ve vestavěných systémech.

## Dějiny
Původní verzi BusyBoxu napsal Bruce Perens v roce 1996, když chtěl vyrobit kompletní bootovatelný systém na jedinou disketu, který by sloužil zároveň jako záchranná disketa a zároveň jako instalační program systému Debian. Postupem času se z BusyBoxu stal fakticky standardní shell pro instalátory distribucí Linuxu i pro Linux ve vestavěných systémech. Protože každý samostatný spustitelný binární soubor (obvykle ve formátu ELF) v Linux obsahuje i několik kilobajtů nadbytečných dat, je použití BusyBoxu, který poskytuje základní funkčnost více než dvou stovek drobných utilit, využívanou možností jak ušetřit znatelně místa.

## Vlastnosti
BusyBox implementuje funkčnost většiny programů požadovaných Single UNIX Specification a ještě řady programů navíc. Vlastním shellem je u BusyBoxu ash shell.
BusyBox je jediným souborem, volání jeho různých podob se ovšem uskutečňuje transparentně použitím symbolických nebo pevných odkazů vedoucích ze jmen implementovaných programů.

## Příkazy
- ash
- awk
- cat
- chmod
- cp
- date
- dd
- df
- dmesg
- echo
- egrep
- fgrep
- getty
- grep
- gunzip
- gzip
- init
- kill
- ln
- login
- ls
- mdev
- mkdir
- more
- mount
- mv
- nc
- netstat
- ntpc
- ntpsync
- nvram
- pidof
- ping
- ps
- pwd
- rm
- rmdir
- rstats
- sed
- sh
- sleep
- sync
- tar
- touch
- udhcpc
- umount
- uname
- usleep
- vi
- watch
- zcat